# Giada Colombo
Giada Colombo (* 23. März 1992 in Vaprio d’Adda) ist eine ehemalige italienische Ruderin. Sie wurde 2012 Vizeeuropameisterin im Doppelzweier und im Achter.

## Karriere
Giada Colombo begann 2007 mit dem Rudersport. 2009 gab sie ihr internationales Debüt im Einer bei den Junioren-Weltmeisterschaften. Sie gewann das C-Finale und beendete damit den Wettbewerb auf dem 13. Platz. Ein Jahr später startete sie mit Elena Coletti im Doppelzweier bei den Junioren-Weltmeisterschaften 2010. Hinter den Französinnen konnten die beiden die Silbermedaille gewinnen. Anschließend starteten die beiden im Zweier ohne Steuerfrau bei den Olympischen Jugendspielen. Mit dem vierten Platz verpassten sie knapp die Medaillenränge. Zum Abschluss der Saison belegten die beiden zusammen mit Laura Schiavone und Elisabetta Sancassani den fünften Platz im Doppelvierer bei den Europameisterschaften.
2011 feierte sie ihr Debüt im Ruder-Weltcup. Beim ersten Weltcup der Saison in München erreichte sie mit Valentina Calabrese, Laura Schiavone und Elisabetta Sancassani den fünften Platz im Doppelvierer. Beim dritten Weltcup in Luzern ging sie wieder im Doppelvierer an den Start. Gemeinsam mit Alessandra Patelli, Gaia Palma und Valentina Calabrese erreichte sie im B-Finale den dritten Platz und beendete den Wettkampf auf Platz neun. Anschließend gewannen die vier bei den U23-Weltmeisterschaften die Silbermedaille im Doppelvierer hinter dem deutschen Boot. Bei der Weltmeisterschaft startete sie mit Valentina Calabrese, Laura Schiavone und Elisabetta Sancassani im Doppelvierer. Die vier verpassten es sich für das A-Finale zu qualifizieren. Im B-Finale fuhren sie dann als drittes Boot über die Ziellinie, womit sie den neunten Platz belegten. Auch bei den Europameisterschaften ging sie dann wieder im Doppelvierer an den Start, mit derselben Mannschaft wie bei den U23-Weltmeisterschaften. Dieses Mal reichte es für die vier mit dem vierten Platz aber nicht zu einer Medaille. 
Zu Beginn der Saison 2012 nahm sie mit Laura Schiavone im Doppelzweier an der Qualifikationsregatta für die Olympischen Sommerspiele 2012 teil. Die beiden belegten den vierten Platz und verpassten damit die Qualifikation. Beim dritten Weltcup der Saison belegte sie mit Alessandra Patelli im Doppelzweier den fünften Platz im B-Finale, was in der Endabrechnung Platz 11 bedeutete. Bei den U23-Weltmeisterschaften trat sie auch dieses Jahr wieder im Doppelvierer an. Für die neue Mannschaft mit Alessandra Patelli, Sara Magnaghi, Giada Colombo und Gaia Palma reichte es aber in diesem Jahr nur für den fünften Platz. Zum Abschluss der Saison machte sie bei den Europameisterschaften im heimischen Varese einen Doppelstart im Doppelzweier und im Achter. Im Doppelzweier gewann sie mit Giulia Pollini hinter dem Boot aus Weißrussland die Silbermedaille. Im Achter gewann sie mit Claudia Wurzel, Sara Magnaghi, Alessandra Patelli, Gabriella Bascelli, Sara Bertolasi, Gaia Palma, Enrica Marasca und Federica Cesarini hinter dem Boot aus Rumänien ebenfalls die Silbermedaille.
Im Jahr 2013 startete sie mit Laura Schiavone, Sara Magnaghi und Gaia Palma im Doppelvierer bei den Europameisterschaften. Hinter den Booten aus Deutschland und den Niederlanden gewannen die vier die Bronzemedaille. Bei den Mittelmeerspielen in Mersin gewann sie die Silbermedaille im Einer. Beim dritten Weltcup der Saison in Luzern fuhr sie mit dem erfolgreichen Doppelvierer der Europameisterschaften dieses Mal nur auf den vierten Platz. Auch in diesem Jahr nahm sie im Doppelvierer an der U23-Weltmeisterschaft teil. Mit Cecilia Bellati, Sara Magnaghi und Alessandra Patelli reichte es auch bei diesem Wettkampf nur zum vierten Platz. Zum Abschluss der Saison startete sie auch bei den Weltmeisterschaften im Doppelvierer. Mit Sara Magnaghi, Laura Schiavone und Gaia Palma kam sie dieses Mal auf dem sechsten Platz ein.
Danach wurden ihre Schulterprobleme so groß, dass sie eine Operation brauchte. Deshalb verpasste sie die komplette Saison 2014 und konnte erst im Laufe des Jahres 2015 wieder auf hohem Niveau trainieren.
Zu Beginn der Saison 2016 belegte sie mit Laura Schiavone den fünften Platz im Doppelzweier beim ersten Weltcup in Varese. Anschließend gingen die beiden im Doppelzweier bei der Qualifikationsregatta für die Olympischen Sommerspiele 2016 in Rio de Janeiro an den Start. Die beiden belegten den vierten Platz und verpassten damit die Qualifikation, da sich nur die ersten beiden Boote qualifizierten. Anschließend startete sie im Einer bei der Studentenweltmeisterschaft in Posen. Mit dem zweiten Platz im B-Finale beendete sie diesen Wettkampf auf dem achten Platz.
Von 2007 bis 2016 konnte sie jedes Jahr in ihrer Altersklasse die italienischen Meisterschaften im Einer gewinnen. Nur 2014 fehlt ihr dieser Titel, in dem Jahr trat sie aber auch nicht im Einer an. Insgesamt kommt sie auf 15 italienische Meistertitel.

## Internationale Erfolge
- 2009: 13. Platz Junioren-Weltmeisterschaften im Einer
- 2010: Silbermedaille Junioren-Weltmeisterschaften im Doppelzweier
- 2010: 4. Platz Olympische Jugendspiele im Zweier ohne Steuerfrau
- 2010: 5. Platz Europameisterschaften im Doppelvierer
- 2011: Silbermedaille U23-Weltmeisterschaften im Doppelvierer
- 2011: 9. Platz Weltmeisterschaften im Doppelvierer
- 2011: 4. Platz Europameisterschaften im Doppelvierer
- 2012: 5. Platz U23-Weltmeisterschaften im Doppelvierer
- 2012: Silbermedaille Europameisterschaften im Doppelzweier
- 2012: Silbermedaille Europameisterschaften im Achter
- 2013: Bronzemedaille Europameisterschaften im Doppelvierer
- 2013: Silbermedaille Mittelmeerspiele im Einer
- 2013: 4. Platz U23-Weltmeisterschaften im Doppelvierer
- 2013: 6. Platz Weltmeisterschaften im Doppelvierer
- 2016: 8. Platz Studentenweltmeisterschaften im Einer

## Berufsweg
Giada Colombo studierte Jura im Masterstudiengang am Campus Varese der Universität Insubrien.